# Gireum (métro de Séoul)
Gireum (hangeul : 길음 ; hanja : 吉音) est une station de passage de la ligne 4 du métro de Séoul. Elle est située au 248 Dongsomun-ro, quartier Gireum 1-dong, dans l'arrondissement Seongbuk-gu de Séoul, en Corée du Sud.
Ouverte en 1985, elle est desservie par les rames omnibus et express, qui circulent sur la ligne 4.

## Situation sur le réseau

Plan du réseau (2023)

Établie en souterrain, la station Gireum, est une station de passage de la ligne 4 du métro de Séoul : elle est située entre la station Miasageori, en direction du terminus nord-est Jinjeop, et la station Université des femmes Sungshin en direction du terminus sud-est Oido,.

## Histoire
La station Gireum est mise en service, sur la ligne 4 du métro de Séoul, le 20 avril 1985, lors de l'ouverture à l'exploitation, des 11,8 km, de Sanggye à Université de Hansung.

## Services aux voyageurs

### Accès et accueil
Station souterraine de passage, au 248 Dongsomun-ro, quartier Gireum 1-dong. Il y a dix bouches, numérotées de 1 à 10, établies de part et d'autre de la Dongsomun-ro. Elle est équipée d'escaliers, escaliers mécaniques et ascenseurs pour les cheminements entre la station en sous-sol et les bouches en surface. Elle dispose notamment de billetteries avec des automates pour l'acquisition de titres de transports.

### Desserte
Gireum est desservie par les rames omnibus et express, qui circulent sur la ligne 4. La station souterraine est aménagée avec un quai central équipé de portes palières.

Installations
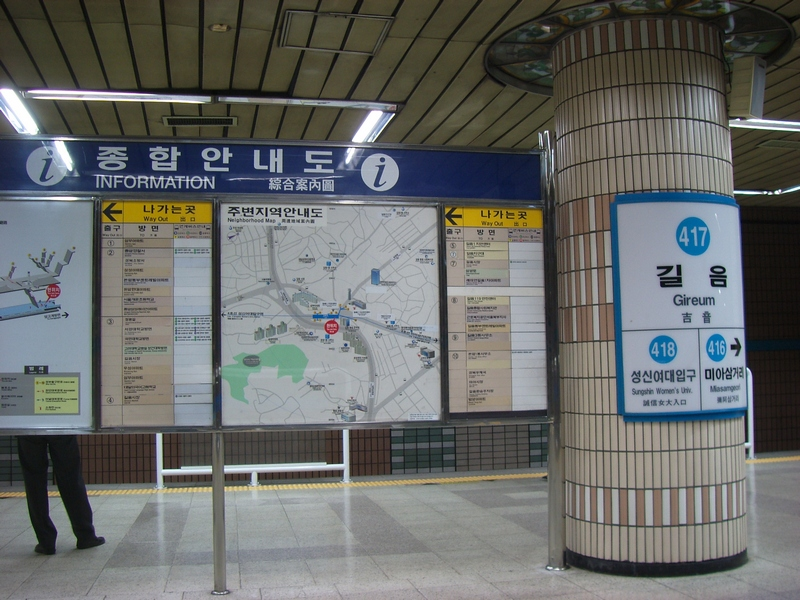
En 2008.
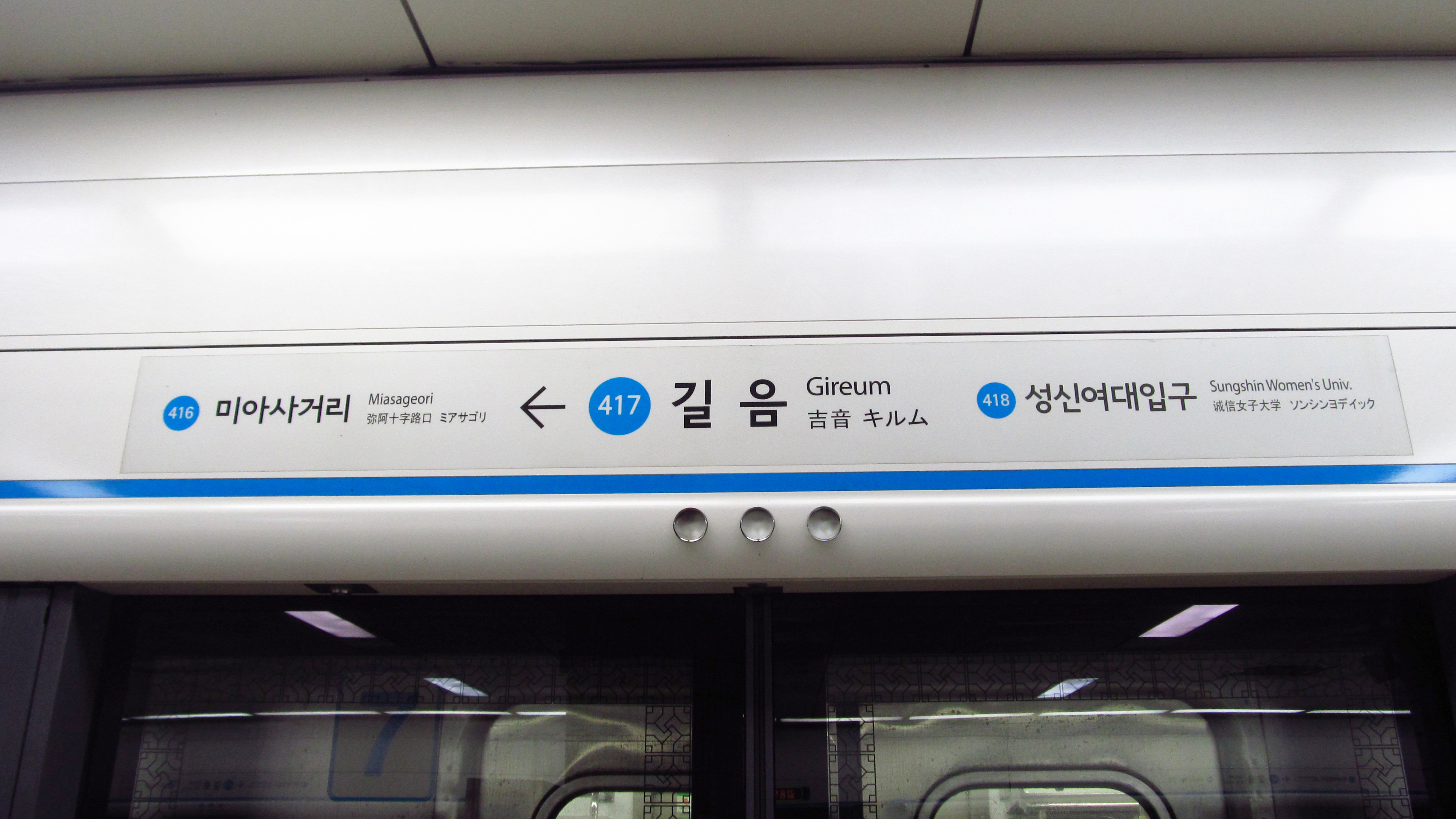
En 2018..
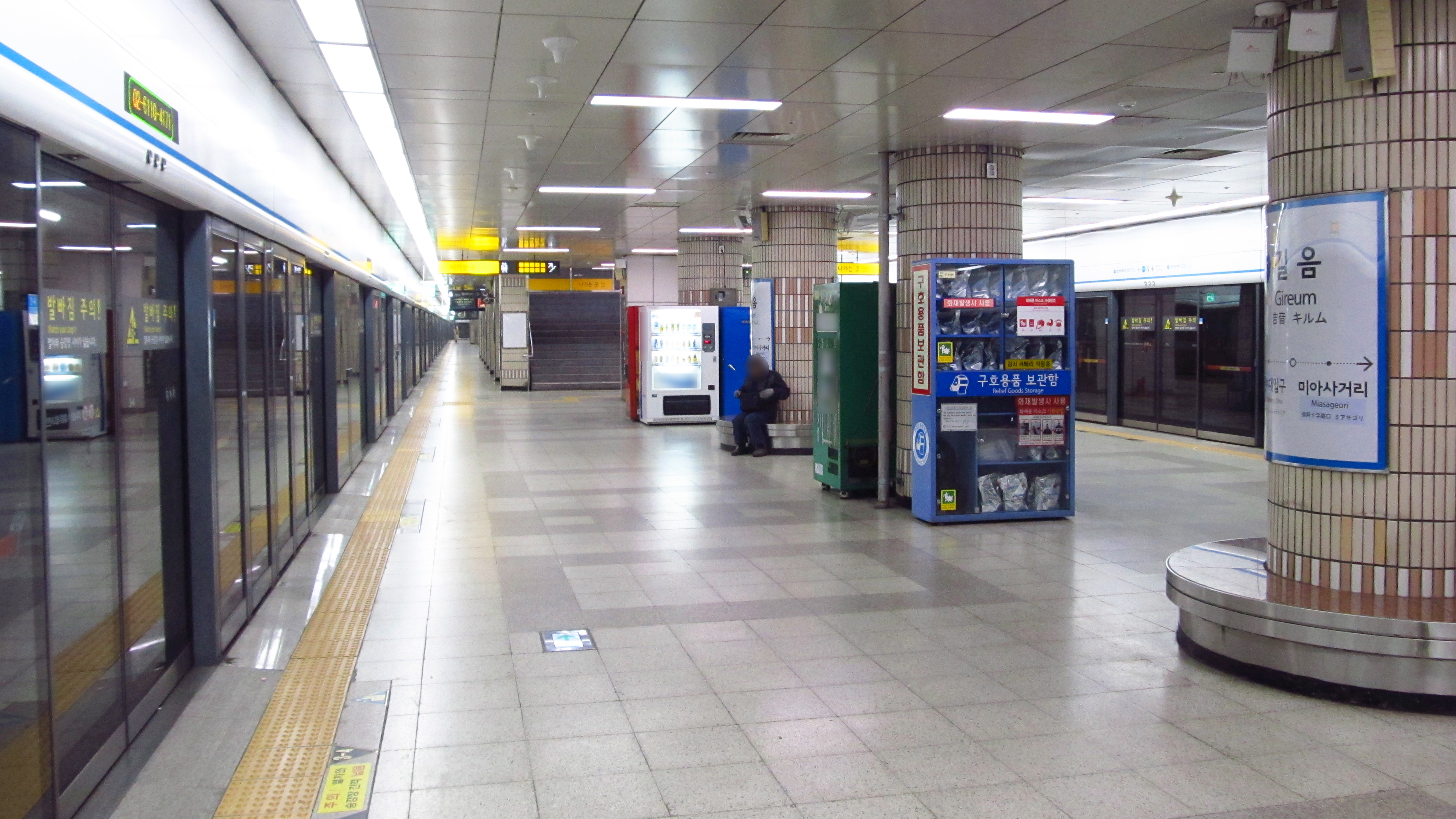
En 2018.

### Intermodalité
Des arrêts de bus sont établis sur la voie routière desservie par les bouches du métro.